# Telesguard
Telesguard (rät. für Nachrichtensendung/Tagesschau) ist eine Montag bis Freitag ausgestrahlte, regionale Informationssendung, die vom rätoromanischen Fernsehen, der Radiotelevisiun Svizra Rumantscha (RTR), produziert wird. Die Sendung wird auf Rätoromanisch ausgestrahlt und dabei im Fernsehen von SRF deutsch untertitelt. Es wird über regionale Neuigkeiten berichtet, insbesondere aus der rätoromanischen Welt sowie aus den deutschsprachigen Regionen des Kantons Graubünden.
Ausgestrahlt wird die Sendung zu unterschiedlichen Zeiten auf SRF 1, RSI LA 2 und SRF info. Die erste Sendung wurde erstmals am 5. Februar 1980 ausgestrahlt.